# محمد أمين الجفري
محمد بن أمين بن أحمد الجفري هو عضو في مجلس الشورى السعودي منذ سنة 1433هـ. نشر 13 بحثاً علمياً في عدد من المجلات العلمية والمؤتمرات وشارك بتأليف: أساسيات الهندسة الكيميائية باللغة العربية. توفي محمد أمين الجفري يوم الثلاثاء، 15 مايو، 2018م.

## الحياة التعليمية
درس محمد الجفري الهندسة الكيميائية، في جامعة الملك فهد للبترول والمعادن ثم استكمل دراسته للماجستير والدكتوراة في التخصص نفسه في جامعة ميتشجن.

## الحياة المهنية
- نائب رئيس مجلس الشورى ابتداءً من 18/1433هـ[2]
- عضو مجلس الشورى ابتداءً من 3/3/1426هـ
- نائب رئيس مجموعة صافولا لقطاع التجزئة وتملك الشركات الجديدة 2001 - 2004م
- نائب رئيس مجموعة صافولا لقطاع التجزئة والرئيس التشغيلي لقطاع الامتيازات التجارية 2005م.
- نائب رئيس مجموعة صافولا لشؤون الشركات وشؤون التطوير 5/1996م - 2000م
- المدير العام التنفيذي لشركة صافولا للأغذية الخفيفة 11/1992م - 5/1996م
- مدير عام أول المشاريع بمجموعة صافولا 1/1991م - 11/1992م
- مدير عام المشاريع بمجموعة صافولا 2/1990 - 1/1991م
- رئـيـس قـسـم الهندسـة الكيميائية وعضو مجلس كليـة الهندسة بجامعة الملك عبد العزيز بـجـدة، 5/1410هـ - 1411هـ حتى تاريخ الإعارة لصافولا
- أستاذ مشارك بكلية الهندسة الكيميائية بجامعة الملك عبد العزيز بجدة 1411هـ
- أستاذ مساعد بكلية الهندسة الكيميائية بجامعة الملك عبد العزيز 1403هـ - 1411هـ
- مستشار غير متفرغ للهيئة الملكية للجبيل وينبع 2/1402هـ - 2/1405هـ
- مستشار غير متفرغ لمدينة الملك عبد العزيز للعلوم والتقنية 1405 - 1407هـ
- رئيس العمليات البحرية في شركات الزيت العربية اليابانية المحدودة (الخفجي) 1974 - 1975م
- حيث ابتعث بعدها من قبل جامعة الملك عبد العزيز بجدة للحصول على شهادة الماجستير والدكتوراة في الهندسة الكيميائية التي حصلت عليها عام 1983م 1403هـ

## عضويات المجالس واللجان
- عضو مجلس نواب الرئيس بمجموعة صافولا
- عضو مجلس إدارة الشركة السعودية العربية للزجاج
- عضو مجلس إدارة شركة صافولا لزيوت الطعام
- عضو مجلس إدارة شركة صافولا لأنظمة التغليف
- عضو لجنة الخطة الخمسية بكلية الهندسة

## وفاته
توفي محمد أمين الجفري إثر أزمةٍ قلبيةٍ يوم الثلاثاء، 29 شعبان، 1440هـ الموافق لـ15 مايو، 2018م. ونعاه حاتم بن حسن قاضي:
الموت يخطف صفوة الأخيارِ
من أخلصوا للواحد القهارِ
أعظم بفقد الصالحين رزية
فطرت فؤاد الهائم المحتارِ
وعلى الفقيد الجفري سالت دمعتي
نبكيه في الآصال والأبكارِ
فلكم تأثرنا بموت حبيبنا
شيخ الشباب وزينة الأقمارِ
أنعم بجفري من سُمي بمحمدٍ
من زمرة الأحباب والأخيارِ
أنعم به شهما كريما طيبا
أخلاقه محمودة الآثارِ
بصماته في الشورى ضمن جماعة
قصدوا رضا مولاهمو الغفارِ
رجل حصيف عاقل متميز
يا رب عذه من عذاب النارِ
من أجود العلماء في تعليمه
شهما يجود كوابل زخارِ
ما مات من أبقى لنا آثاره
في مجلس الشورى بكل منارِ
قد أبقى ذكرا طيبا بين الورى
بالعلم والخلق الكريم الساري
عشر من السنوات أمضاها هنا
مع صفوة الآراء والأفكارِ
من خالط الصلحاء حتما يا فتى
دوما تراه كجونة العطارِ
كم هُذِّب الذكر الحكيم سلوكنا
يا رب هبنا صحبة الأخيارِ
هذا الفراق محتم ومقدر
جل الإله مصرف الأقدارِ
هذه الحياة قصيرة وحقيرة
فيها من الأفراح والأكدارِ
والجفري فارقنا إلى دار البقا
يا رب أسكنه مع الأبرارِ
أبقى من الأبناء جيلا صالحا
في الخير هم كمعين نهر جاري
هذه التعازي لفارس ولياسر
وكذا لإسراء من الأخيارِ
وكذا لزوجته وكل رفاقه
ولمن أحب ابن الأمين البارِ
واليوم أكبرهم يحن عليهمو
بالعطف في يسر وفِي إعسارِ
فأعنه يا رب بعون كامل
وتولهم في سائر الأعمارِ
يا رب واجعلهم جميعا في هدى
أصلحهمو في السر. والإجهارِ
واملأ قلوبهمو بحب المصطفى
طهر قلوبهم من الأوضارِ
وتسود بينهم المحبة في رضا
ومودة في نعمة ويسارِ
ثم الصلاة على النبي المصطفى
خير الأنام ومنبع الأنوارِ
والآل والأصحاب ما حج امرؤ
بالبيت يرجو الله حسن قرارِ
وكتبها راجي عفو ربه

## وصلات خارجية
- صفحة محمد أمين الجفري على موقع مجلس الشورى السعودي الرسمي. نسخة محفوظة 15 فبراير 2020 على موقع واي باك مشين.